# Воронізький ботанічний заказник
Воро́нізький зака́зник — ботанічний заказник місцевого значення в Україні. Розташований неподалік від смт Вороніж Шосткинського району Сумської області. 
Площа 340 га. Рішенням Сумської обласної Ради народних депутатів від 3 грудня 1980 року за № 704 лісовий масив «Воронізький» отримав статус Державного ботанічного заказника місцевого значення. Перебуває у віданні ДП «Шосткинське лісове господарство» (Воронізьке л-во, кв. 5-12).

## Флора
На терасі річки Осоти в її верхів'ї утворились різноманітні лісові угруповання з переважанням у деревостані сосни. Другий ярус деревостану формують клен гостролистий, місцями липа, дуб, береза, по зниженнях — в'яз. У підліску трапляється ліщина, бруслина бородавчаста, крушина ламка, бузина чорна, але найбільше тут малини. Характерна риса заказника — поширення папоротей. Це пов'язано із значною зволоженістю ґрунту. Переважає щитник чоловічий та безщитник жіночий. Зрідка трапляється невеличка папороть — голокучник дубовий. Є ділянки з барвінком малим. Деревний ярус у цих місцях сформований переважно кленом гостролистим. 
На підвищених ділянках заказника розташовані невеличкі ділянки дубових лісів. У деяких з них збереглися старі дуби заввишки до 25 м. Серед злакового покриву з мітлиці тонкої зростають також буквиця лікарська, чина чорна, серпій фарбувальний, наперстянка великоквіткова, первоцвіт весняний. 
У притерасній частині заплави річки Осоти є болото. Тут зростає вільшняк, верба попеляста, осока гостра. На більш обводнених ділянках переважають угруповання рогозу широколистого із значною домішкою осоки омської. Також можна побачити вербозілля звичайне, частуху подорожникову, півників болотних, вовче тіло болотне та ін. Поширеним видом є цикута отруйна.

## Фауна

### Ссавці
З копитних тут водяться лось, сарна європейська, вепр. З хижаків трапляється лисиця, в заплаві — єнот уссурійський, інколи заходять вовки. Куницеві представлені лісовою куницею, чорним тхором, ласкою та горностаєм. Видра, яка занесена до Червоної книги України, заходить у зимовий період по руслу Осоти. В торфових кар'єрах мешкає ондатра, інколи трапляється бобер. 
Знизилась щільність вивірок через хижацтва лісової куниці. У заказнику чисельно представлені мишоподібні гризуни: їжак звичайний, бурозубки. Трапляються соні (вовчки).

### Орнітофауна
Переважають дрібні горобині дендрофільного комплексу (синиці, дрозди, повзики, в'юркові тощо). Трапляється вальдшнеп. Бореальні види представлені голубом-синяком та жовною. Досить часто трапляється дрімлюга. Мешкає вухата сова.

### Плазуни
Водяться вуж звичайний, рідко гадюка звичайна та червонокнижна мідянка.

### Земноводні
Представлені гостромордою жабою, озерною та ставковою жабами.

## Галерея

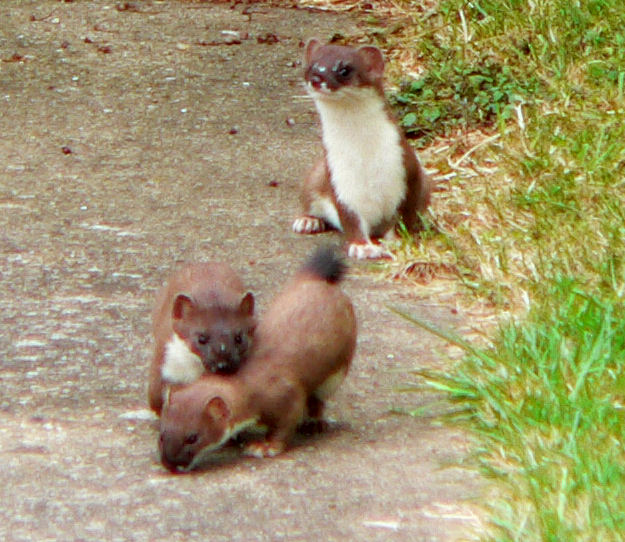
Горностай
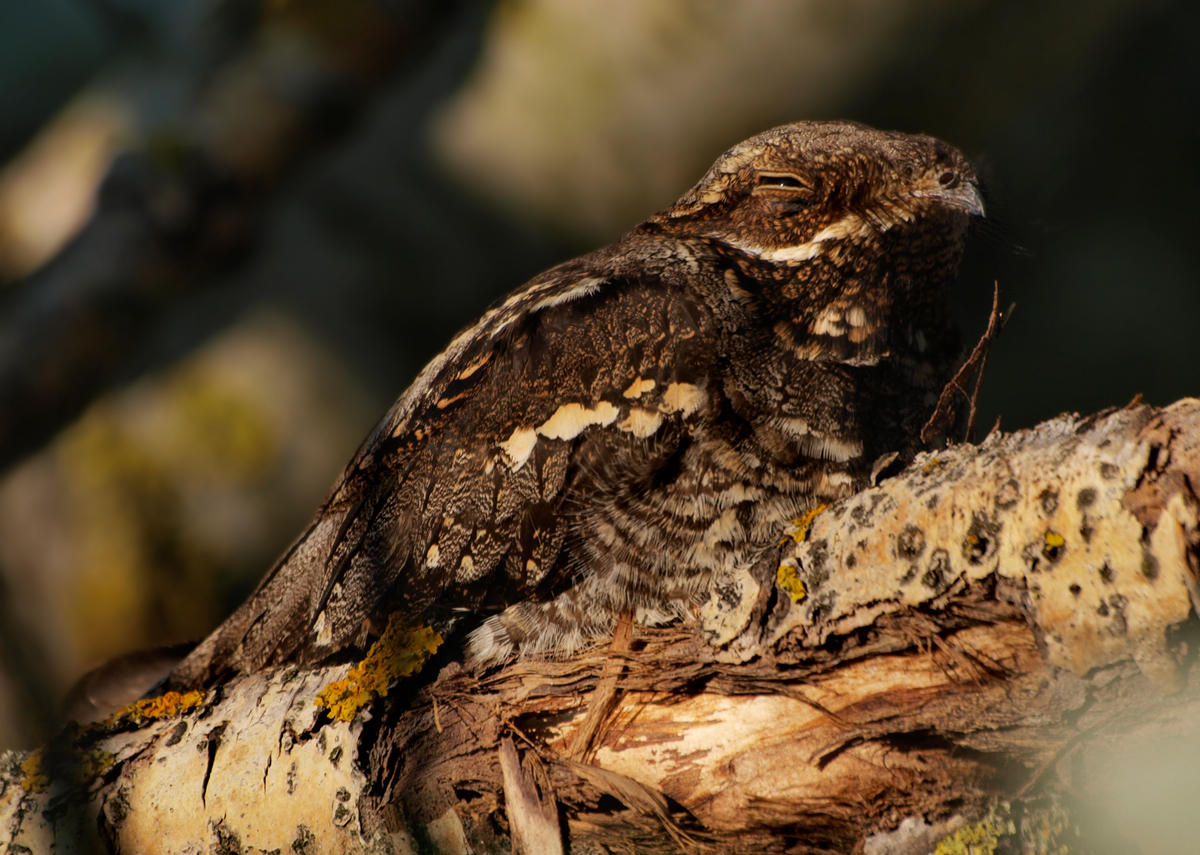
Дрімлюга
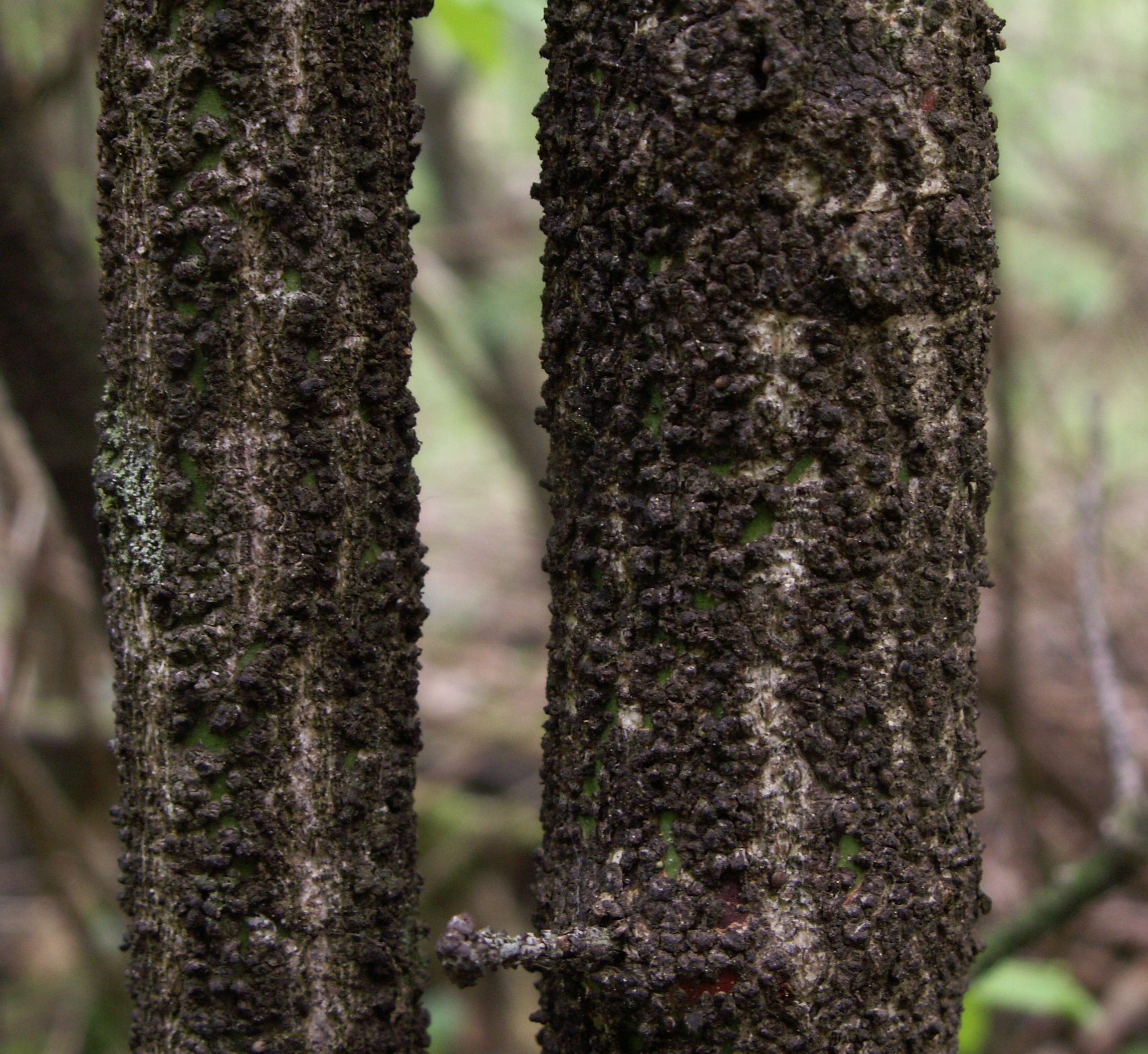
Стовбур Бруслини бородавчастої